# هوهانس دمیرچیان
هوهانس ساموئلی دمیرچیان (ارمنی: Հովհաննես Սամվելի Դեմիրճյան؛ زادهٔ ۱۵ اوت ۱۹۷۵ در ؟) بازیکن فوتبال در پست مدافع اهل ارمنستان است.

## باشگاهی
از باشگاه‌هایی که در آن بازی کرده‌است می‌توان به شیراک، اسپارتاک ایروان، استال آلچفسک، بانانتس و کوتایک اشاره کرد.

## تیم ملی
وی همچنین در تیم ملی فوتبال ارمنستان بازی کرده‌است. دمیرچیان نخستین بازی ملی خود QW-17 در تاریخ ۲ دسامبر ۲۰۰۰ در اسلو در مقابل نروژ انجام داده‌است.

### آمار تیم ملی
| تیم ملی فوتبال ارمنستان | تیم ملی فوتبال ارمنستان | تیم ملی فوتبال ارمنستان |
| سال                     | حضورها                  | گل‌ها                    |
| ----------------------- | ----------------------- | ----------------------- |
| ۲۰۰۰                    | ۱                       | ۰                       |
| ۲۰۰۱                    | ۵                       | ۰                       |
| مجموعا                  | ۶                       | ۰                       |